# اقتصاد لیختن‌اشتاین
اقتصاد لیختن‌اشتاین یک اقتصاد ترکیبی و متنوع است. سیستم نظارتی مؤثر و کارآمد آن باعث رشد مؤثر بانکداری در آن شده‌است. میزان مالیات رقابتی به نسبت کشورهای دیگر اروپا، قانون کاری که اجازه تغییرات را می‌دهد و همچنین ثبات سیاسی و اجتماعی روی هم رفته بر قدرت رقابت اقتصادی لیختن اشتاین افزوده است.